# Barron (Wisconsin)
Barron és una població dels Estats Units a l'estat de Wisconsin. Segons el cens del 2000 tenia 3.248 habitants.

## Demografia
Segons el cens del 2000, Barron tenia 3.248 habitants, 1.389 habitatges, i 837 famílies. La densitat de població era de 454,4 habitants per km².
Dels 1.389 habitatges en un 28% hi vivien nens de menys de 18 anys, en un 44,2% hi vivien parelles casades, en un 11,2% dones solteres, i en un 39,7% no eren unitats familiars. En el 33,5% dels habitatges hi vivien persones soles el 18,4% de les quals corresponia a persones de 65 anys o més que vivien soles. El nombre mitjà de persones vivint en cada habitatge era de 2,25 i el nombre mitjà de persones que vivien en cada família era de 2,83.
Per edats la població es repartia de la següent manera: un 23,5% tenia menys de 18 anys, un 9,9% entre 18 i 24, un 26,6% entre 25 i 44, un 19,8% de 45 a 60 i un 20,3% 65 anys o més.
L'edat mediana era de 38 anys. Per cada 100 dones de 18 o més anys hi havia 89,5 homes.
La renda mediana per habitatge era de 33.281 $ i la renda mediana per família de 40.401 $. Els homes tenien una renda mediana de 29.487 $ mentre que les dones 19.926 $. La renda per capita de la població era de 18.485 $. Aproximadament el 5,6% de les famílies i el 9,2% de la població estaven per davall del llindar de pobresa.

## Poblacions més properes
El següent diagrama mostra les poblacions més properes.